# Жирова (Польща)
Жирова (пол. Żyrowa, нім. Zyrowa) — село в Польщі, у гміні Здзешовиці Крапковицького повіту Опольського воєводства.
Населення — 796 осіб (2011).

## Демографія
Демографічна структура станом на 31 березня 2011 року:
|          | Загалом | Допрацездатний вік | Працездатний вік | Постпрацездатний вік |
| -------- | ------- | ------------------ | ---------------- | -------------------- |
| Чоловіки | 404     | 91                 | 266              | 47                   |
| Жінки    | 392     | 64                 | 238              | 90                   |
| Разом    | 796     | 155                | 504              | 137                  |